# Northumbria Police
Northumbria Police – brytyjska formacja policyjna, pełniąca funkcję policji terytorialnej na obszarze hrabstw ceremonialnych Northumberland i Tyne and Wear. Według stanu na 31 marca 2012, formacja liczy 3921 funkcjonariuszy.

## Galeria

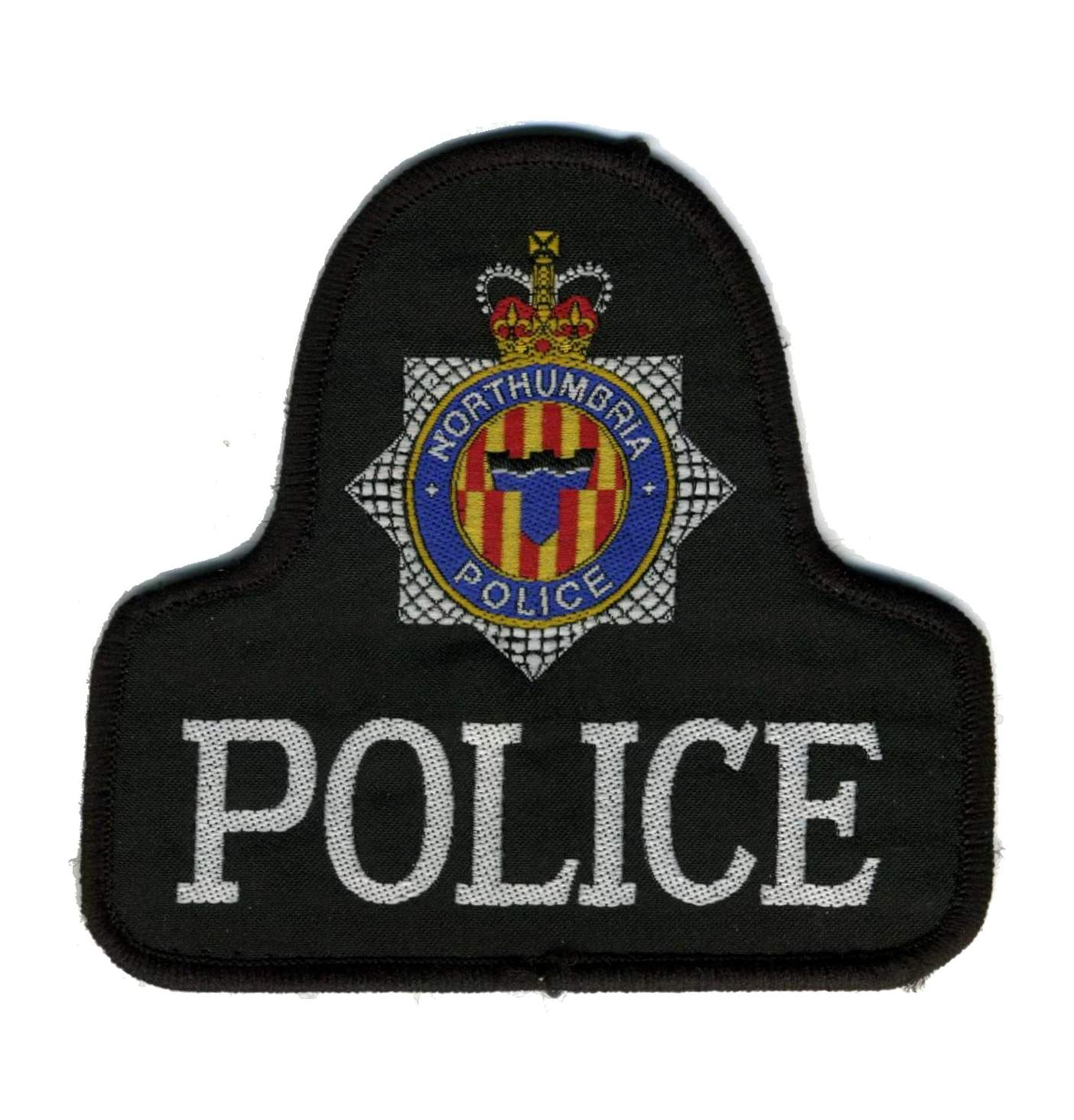
Naszywka mundurowa
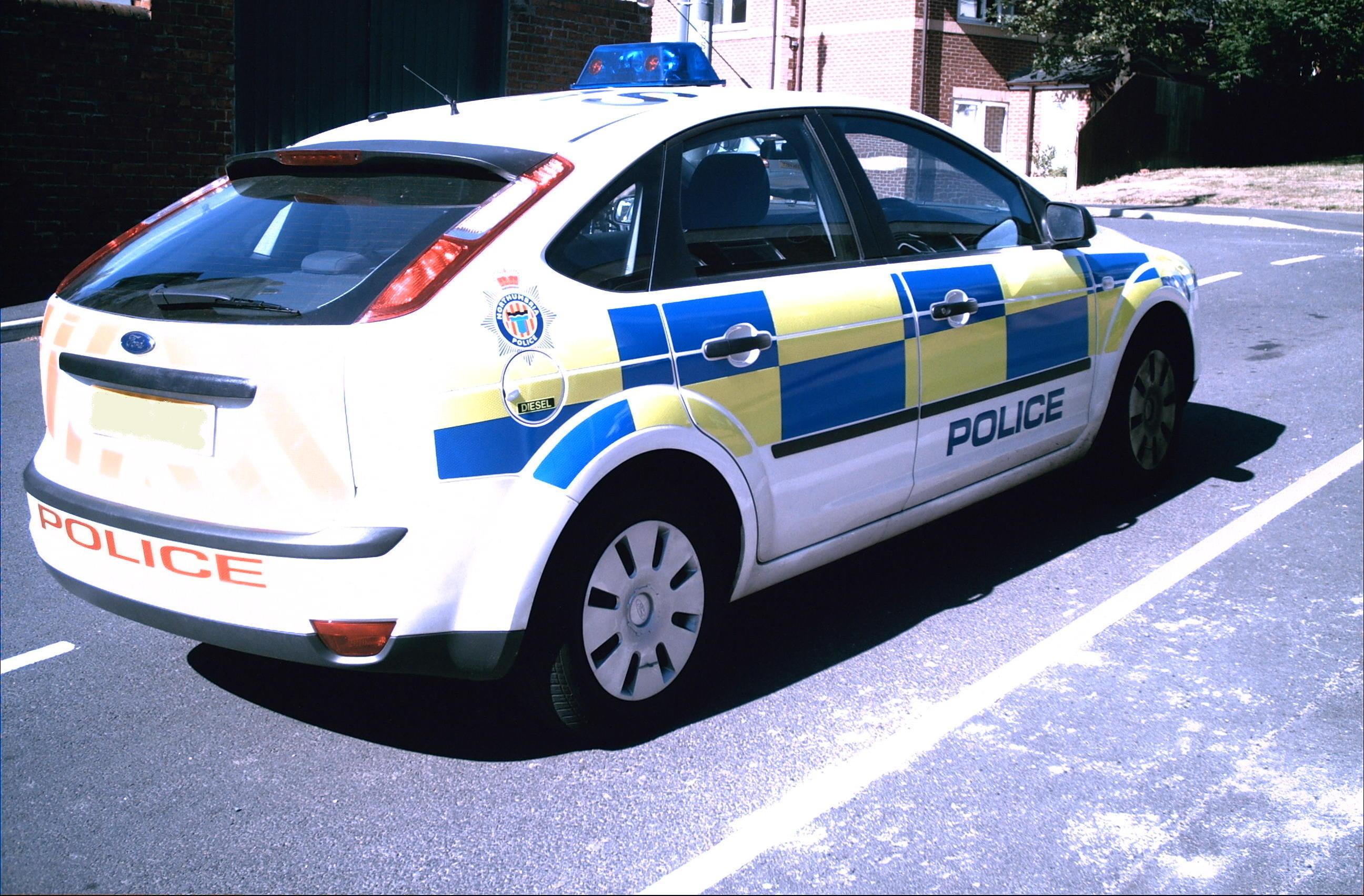
Radiowóz Ford Focus
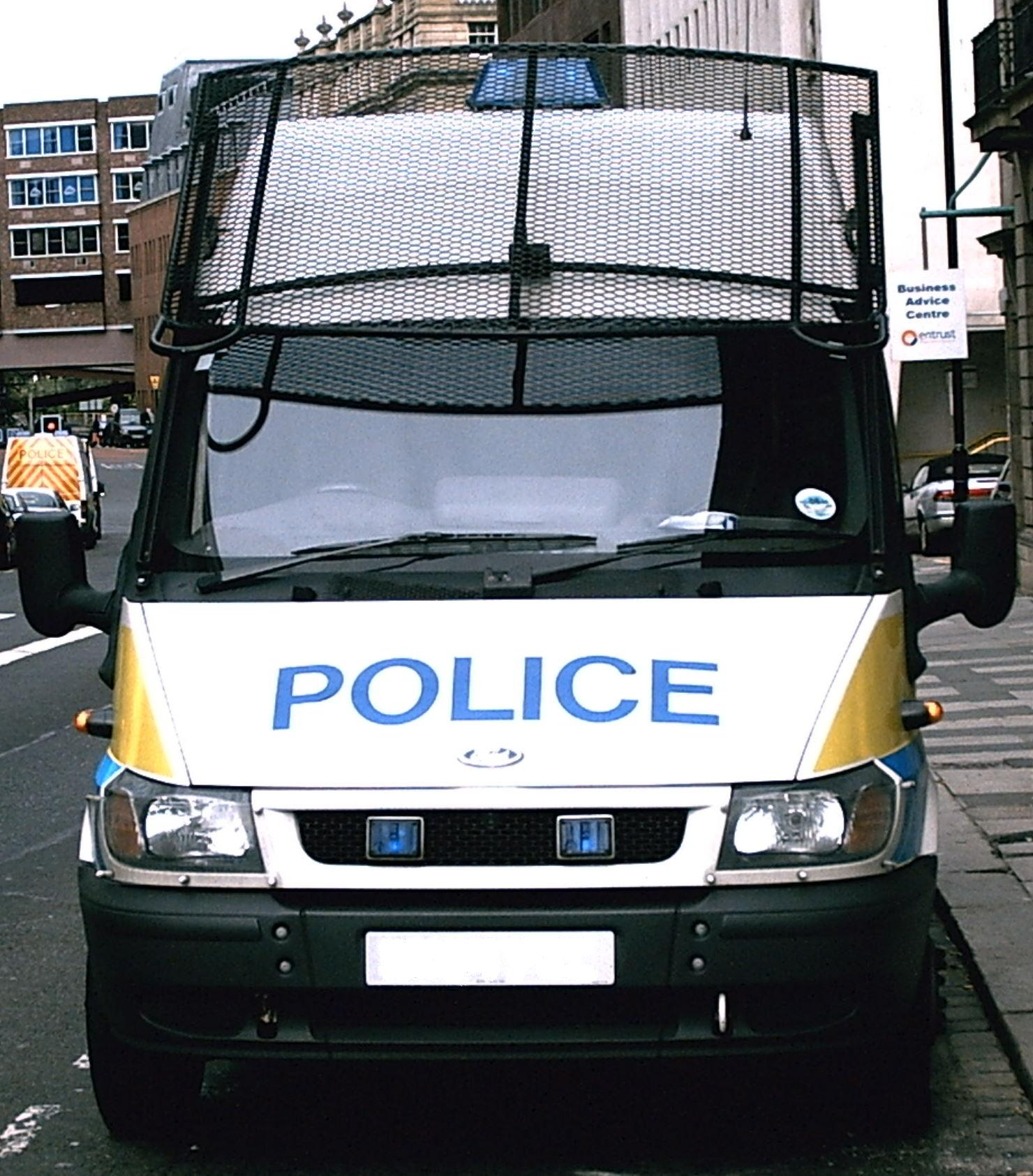
Radiowóz Ford Transit